# August 1984
Portal Geschichte | Portal Biografien | Aktuelle Ereignisse | Jahreskalender | Tagesartikel

◄ |
19. Jahrhundert |
20. Jahrhundert
| 21. Jahrhundert

◄ |
1950er |
1960er |
1970er |
1980er
| 1990er | 2000er | 2010er | ►

◄ |
1980 |
1981 |
1982 |
1983 |
1984
| 1985 | 1986 | 1987 | 1988 | ►

◄ |
Mai 1984 |
Juni 1984 |
Juli 1984 |
August 1984 |
September 1984 |
Oktober 1984 |
November 1984 |
►
Dieser Artikel behandelt aktuelle Nachrichten und Ereignisse im August 1984.

## Tagesgeschehen

### Mittwoch, 1. August 1984
- Bonn/Deutschland: Im Straßenverkehr der Bundesrepublik wird die Missachtung der Anschnallpflicht für Lenker von Personenkraftwagen ab heute mit einem Bußgeld von 40 D-Mark geahndet. Laut Erhebungen nutzen aktuell sechs von zehn Autofahrern den Sicherheitsgurt und die Politik dient dem Ziel, die „Gurt-Quote“ auf 100 % zu erhöhen.[1]

### Donnerstag, 2. August 1984

Obervolta trennt sich von seiner Nationalhymne, auch die Staatsflagge wird verschwinden

- Madras/Indien: Nach der Explosion einer Bombe in der Abflughalle des Flughafens zählen die Rettungskräfte neun Tote. Viele weitere Menschen sind unter Schutt begraben. Die tamilischen Urheber des Anschlags in der ostindischen Stadt informierten das Flughafenmanagement zwar über die bevorstehenden Explosionen, doch konnten die Sicherheitskräfte eine der versteckten Bomben nicht finden.[2]
- Ouagadougou/Obervolta: Das Musikstück „Le Ditanyè“ wird 24 Jahre nach Obervoltas Unabhängigkeit von Frankreich als neue Nationalhymne eingeführt. Die Staatsflagge und der Landesname sollen ebenfalls geändert werden.[3]

### Freitag, 3. August 1984
- Karlsruhe/Deutschland: Im Rechenzentrum der Technischen Universität empfängt die Speicherverwaltung Virtual Address eXtension vom Typ 11/750 die erste elektronische Post, die über das CSNET außerhalb von Nordamerika zugestellt wird. Der Absender ist das Massachusetts Institute of Technology in den Vereinigten Staaten.[4]

### Samstag, 4. August 1984

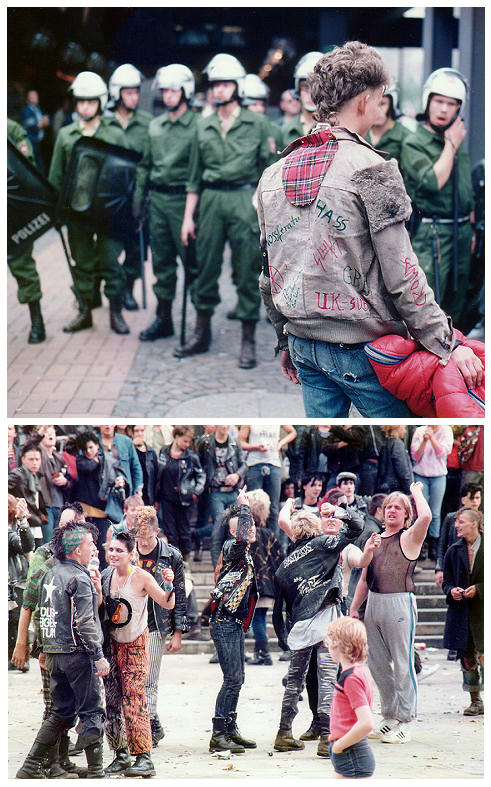
Chaostage

- Hannover/Deutschland: Die zweiten Chaostage unter dem Motto „Punks & Skins united“ gehen nach drei Tagen zu Ende. Während im Vorjahr nur vereinzelt Konflikte zwischen Punkern und Skinheads ausbrachen, führte der offensichtliche Rechtsextremismus in Teilen der deutschen Skinhead-Bewegung in diesem Jahr zu massiven Schlägereien in den Straßen. Die Gewalt ging von beiden Seiten aus.[5]
- Ouagadougou/Burkina Faso: Der westafrikanische Staat Obervolta wird in Burkina Faso umgetauft und die alte Staatsflagge durch eine rot-grüne Flagge mit einem gelben Stern ersetzt.[6]

### Samstag, 11. August 1984
- Washington, D.C./Vereinigte Staaten: Eine Mikrofonprobe für eine Ansprache im National Public Radio veranlasst US-Präsident Ronald Reagan zu zwanglosen Bemerkungen. In Bezug auf Russland fällt der Satz: „We begin bombing in five minutes.“ (deutsch „Wir starten mit der Bombardierung in fünf Minuten.“) „Russland“ steht bei Reagan für die gesamte Sowjetunion.[7]

### Sonntag, 12. August 1984

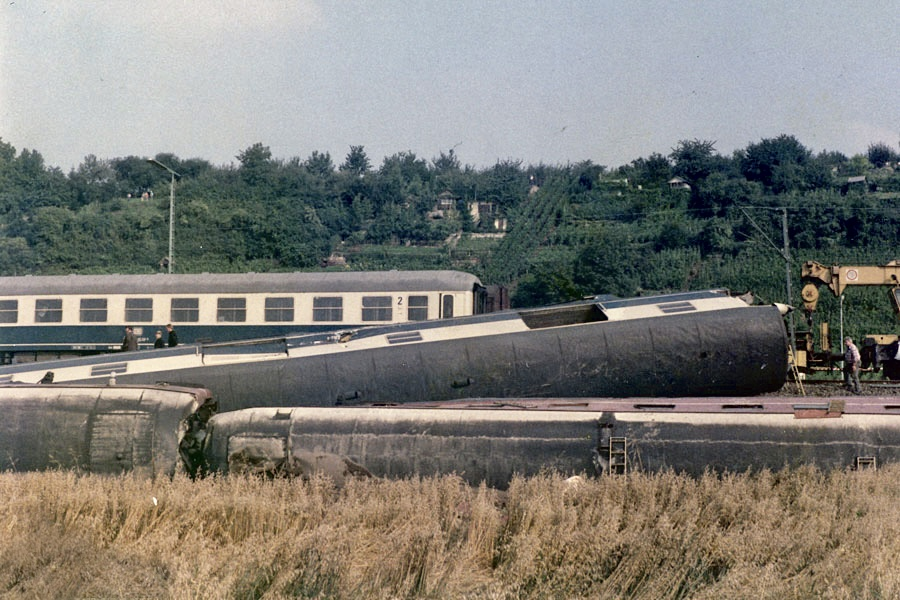
Eisenbahnunfall in Heilbronn

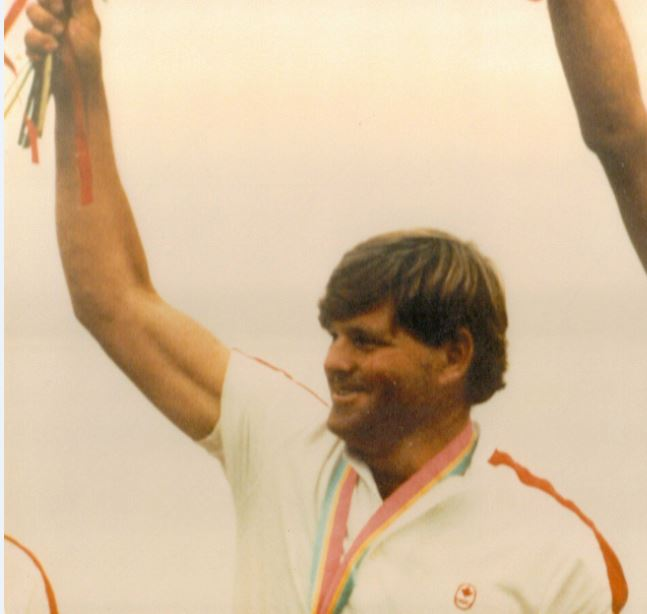
Olympiasieger im Segeln: John Kerr

- Heilbronn/Deutschland: Alle neun Wagen des Nachtschnellzugs von Stuttgart nach Hamburg entgleisen bei deutlich überhöhter Geschwindigkeit an zwei Weichen im Heilbronner Rangierbahnhof. Drei Menschen kommen bei dem Unglück ums Leben und 57 weitere werden verletzt.[8][9]
- Los Angeles/Vereinigte Staaten: Die traditionelle Abschlussfeier beendet die Olympischen Sommerspiele. Die erfolgreichste Nation sind die Vereinigten Staaten mit 174 Medaillen. 59 Medaillen gehen in die BRD, acht in die Schweiz, drei nach Österreich.[10]

### Montag, 13. August 1984
- München/Deutschland: Der Hersteller motorisierter Zweiräder Zündapp-Werke GmbH meldet beim Amtsgericht Insolvenz an. Damit verbleiben in der Bundesrepublik nur noch die beiden Kraftradhersteller BMW AG und Hercules GmbH.[11]

### Mittwoch, 15. August 1984

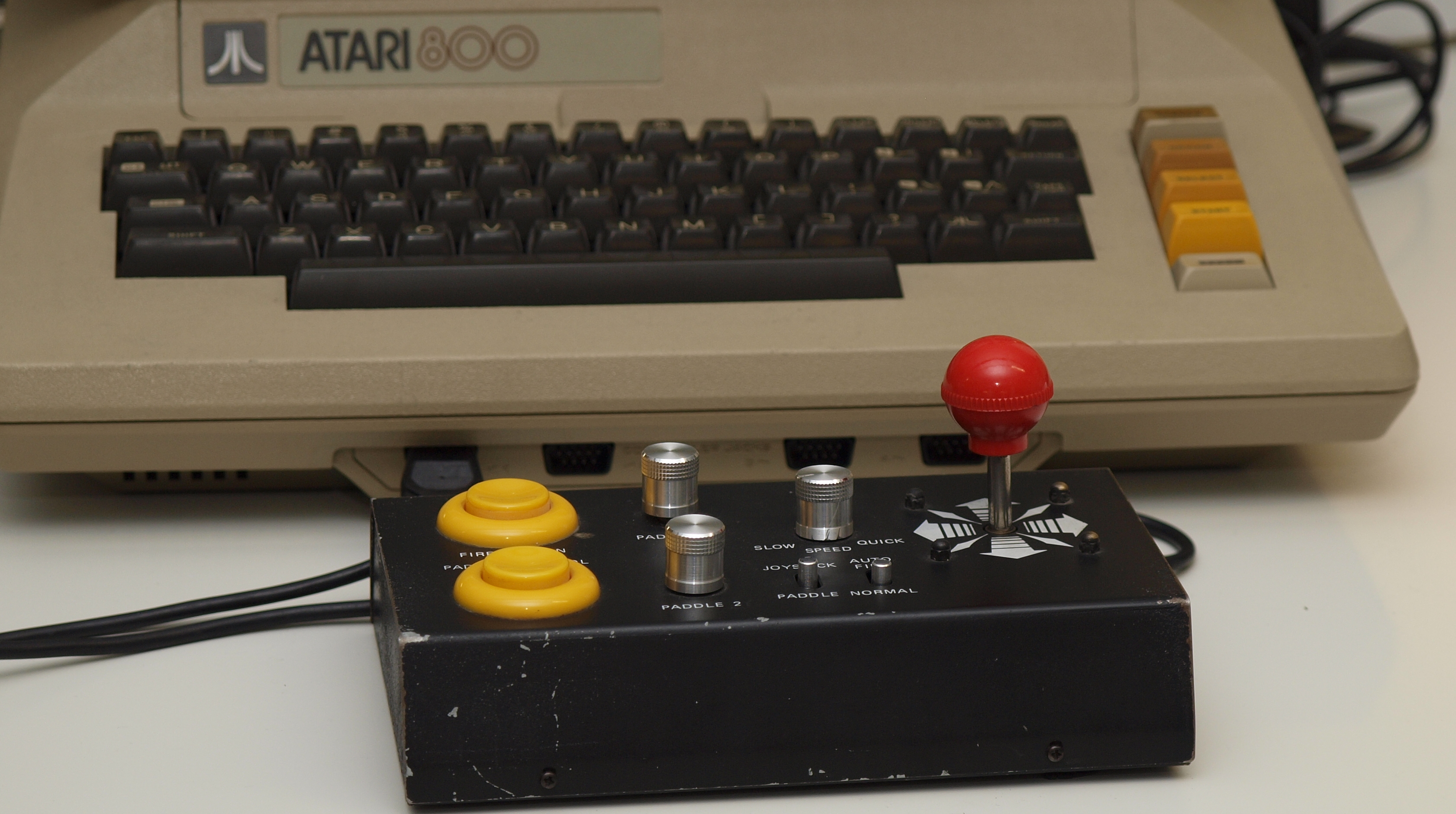
Der Gründer der Amiga Corporation entwickelte u. a. den Atari 800

- Balaghat/Indien: Im zentralen Teil Indiens führt zwischen Charegaon und Balaghat eine Lücke in einer Eisenbahnbrücke, welche ein mit Monsunregen angefülltes Trockental überspannt, zu einem Eisenbahnunfall, der 112 Menschen das Leben kostet.[12]
- Chester/Vereinigte Staaten: Der Computer-Hersteller Commodore International gibt die im Juni besiegelte Übernahme der Aktienmehrheit der Amiga Corporation bekannt. Der Computerspiele- und Hardwarehersteller Amiga stand auch mit der Atari, Inc., in Verhandlungen über Lizenzen für einen neuen Personal Computer. Bereits vor wenigen Wochen verklagten die Eigentümer von Atari ihren Konkurrenten Commodore vor dem Obersten Gerichtshof in Santa Clara, Kalifornien, wegen der Kontakte zu Amiga.[13]

### Samstag, 18. August 1984
- Atlantik: Die Atlantische Hurrikansaison 1984 beginnt, als sich ein Tiefdruckgebiet ohne Namen nördlich von Bermuda zum Tropischen Sturm verstärkt.[14]

### Montag, 20. August 1984
- Deutschland: Das Lied Reach out von Giorgio Moroder und Paul Engemann erreicht in der Zählung von Media Control Platz 1 in Deutschland und die Italo-Disco-Welle erlebt damit ihren Höhepunkt.[15]

### Mittwoch, 22. August 1984
- Essen/Deutschland: Die Warenhauskette Karstadt AG übernimmt die restlichen Aktien der Neckermann Versand AG, für welche sie bereits 1977 die Mehrheitsbeteiligung erwarb. Das Geschäft von Neckermann wird in den Karstadt-Konzern eingegliedert.[16]

### Donnerstag, 23. August 1984

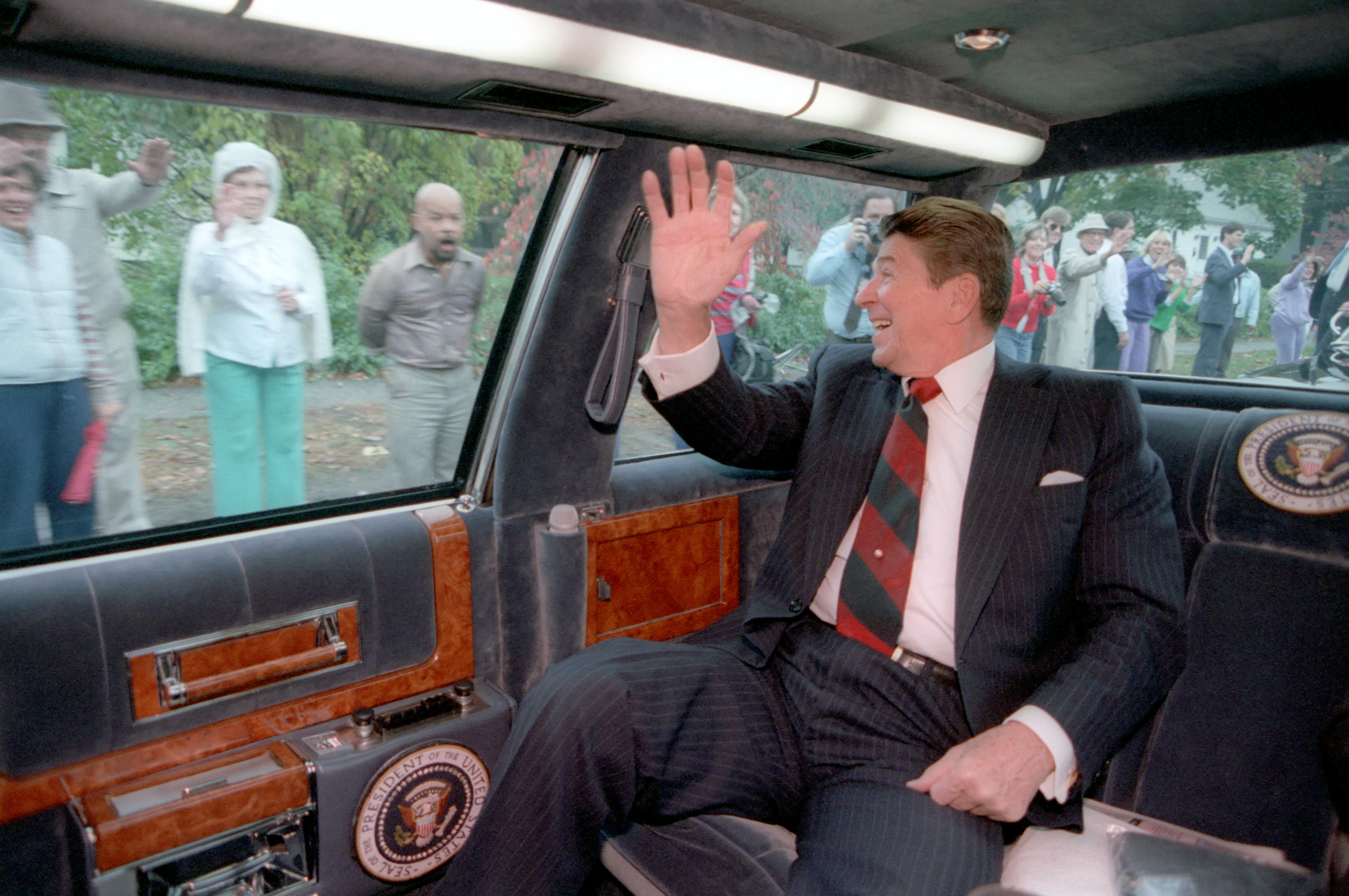
Ronald Reagan

- Dallas/Vereinigte Staaten: Der amtierende US-Präsident Ronald Reagan wird von der Republikanischen Partei einstimmig als Kandidat für die Präsidentschaftswahl im November nominiert. Sein letzter Konkurrent Harold Stassen zog kurzfristig seine Kandidatur zurück.[17][18]

## Weblinks

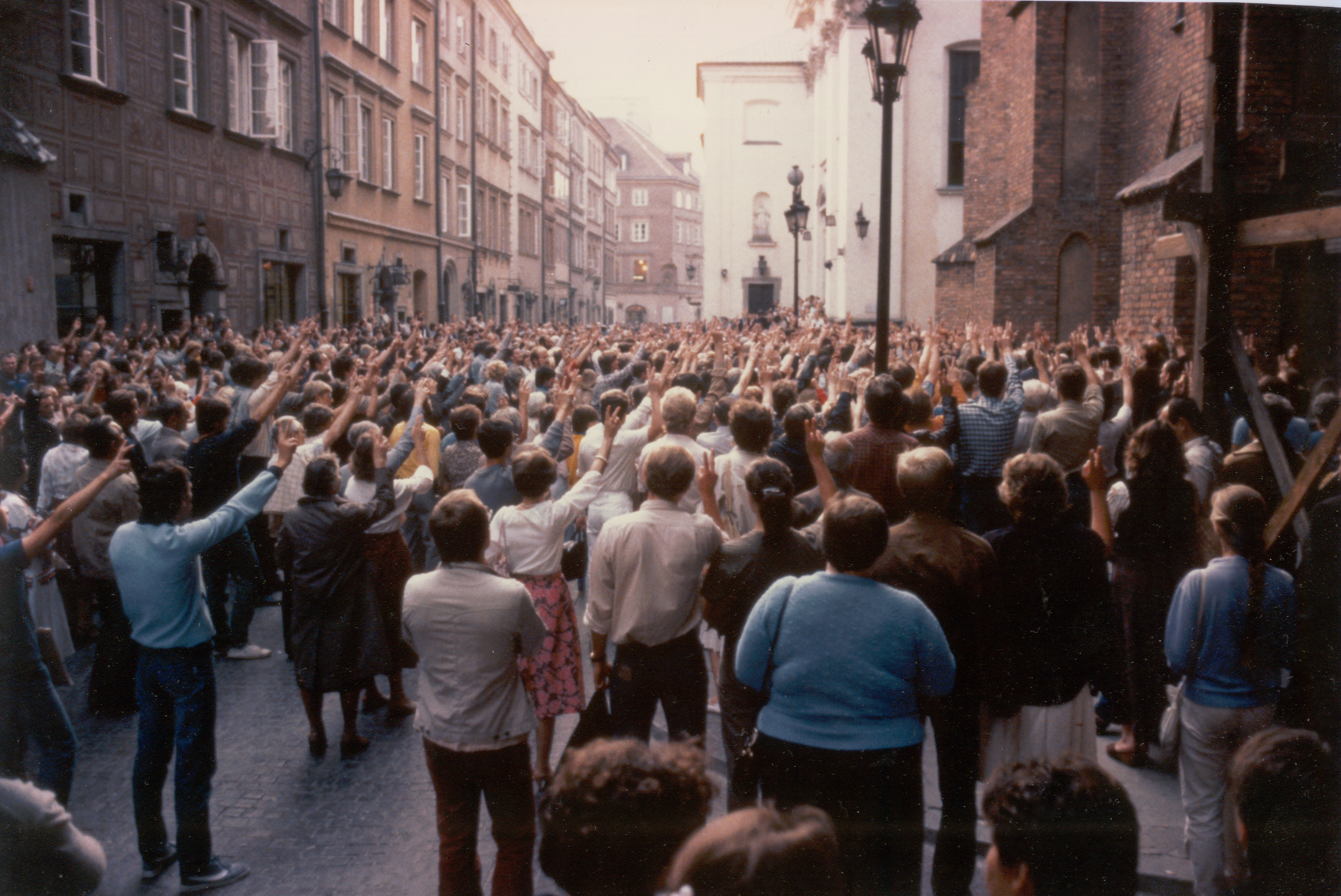
Warschau im August 1984